# Achim
Achim település Németországban, azon belül Alsó-Szászország tartományban. Lakosainak száma 32 961 fő (2023. december 31.).

## Népesség
A település népességének változása:
| Lakosok száma | 30 162 | 29 680 | 31 422 | 31 834 | 31 911 | 31 911 | 32 379 | 32 752 | 32 961 |
|               | 2008   | 2012   | 2016   | 2017   | 2018   | 2019   | 2021   | 2022   | 2023   |